# Fagus hayatae
Fagus hayatae, tiếng Anh thường gọi là Taiwan Beech, là một loài sồi. Đây là loài đặc hữu của Đài Loan.